# Adcrocuta
Adcrocuta es un género extinto de mamífero carnívoro perteneciente a la familia Hyaenidae, el cual vivió durante la época del Mioceno.

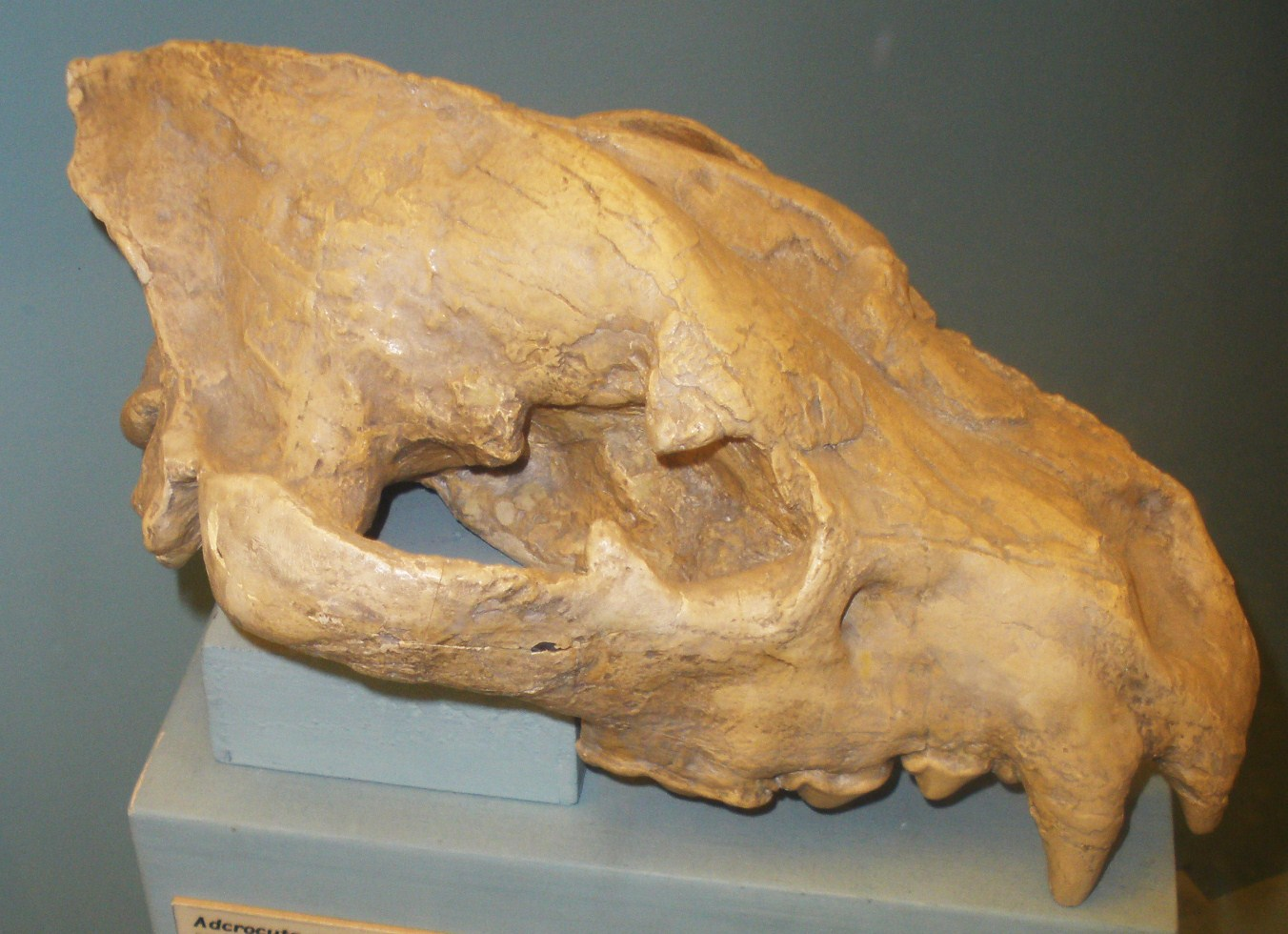
Cráneo de A. eximia.